# 石渝高速公路
石柱－重庆高速公路，简称石渝高速，中国国家高速公路网编号为G5021，是 沪渝高速的并行线。起于重庆石柱、经丰都、涪陵，至重庆主城区。

## 路段
全线均位于重庆市内，目前均已通车。

### 石柱－涪陵
涪丰石高速公路全长109.66公里，于2008年11月正式立项。2010年3月开工建设，路基宽24.5米，双向四车道，设计速度80公里/小时，设计概算107亿元。其中，涪丰段全长56公里，概算投资55亿元；丰石段全长54公里，概算投资52亿元。涪丰石高速起于涪陵蒿枝坝互通，与银百高速公路和主城至涪陵高速相交，终点止于石柱县东互通，与沪渝高速公路相接，于2013年11月15日13点正式通车。

### 涪陵－重庆
起于重庆绕城高速公路东段黑洞电站附近，经南岸、巴南后，在涪陵与涪丰石高速路相接，全长193.3公里，于2013年12月23日通车。

## 支线
支线连接长寿，起于沿江高速路巴南茶店互通，止于巴南境内与长寿交界的麻柳嘴镇，全长16.6公里。